# 5829 Ishidagoro
5829 Ishidagoro è un asteroide della fascia principale. Scoperto nel 1991, presenta un'orbita caratterizzata da un semiasse maggiore pari a 2,2180929 UA e da un'eccentricità di 0,0874302, inclinata di 5,77867° rispetto all'eclittica.